# Tanjung Gagak
Tanjung Gagak is een bestuurslaag in het regentschap Sarolangun van de provincie Jambi, Indonesië. Tanjung Gagak telt 761 inwoners (volkstelling 2010).